# Чемпіонат світу з дартсу (BDO)
«Чемпіонат світу BDO» — щорічний турнір з дартсу, що проводиться Британською організацією дартса (BDO) з 1978 року. Був єдиним світовим чемпіонатом до 1994 року, після чого в BDO стався розкол: з'явилася нова організація, звана «професійною корпорацією дартса» (PDC), під егідою якої сталі проводитися нові чемпіонати світу.
Перший чемпіонат світу BDO (1978) був проведений в «серці нічних клубів центральної Англії» — Rock City. Наступного року чемпіонат був перенесений в Jollees Cabaret Club в Сток-он-Трент, де проводився до 1985 року. Далі і по теперішній час він проводиться в місті Фрімлі-Грін в Lakeside Country Club.

## Історія
BDO проводить два чемпіонати світу, окремо для чоловіків (з 1978 року) і для жінок (з 2001 року).
У 2019 році Глен Даррент став другим дартсменом в історії, який виграв три послідовних першості світу BDO серед чоловіків після Еріка Брістоу (1984-1986), окрім того японська спортсменка Мікуру Судзукі стала першим гравцем з Азії, яка виграла чемпіонський титул з дартсу.